# Hippadenella falklandensis
Hippadenella falklandensis är en mossdjursart som beskrevs av Hayward 1991. Hippadenella falklandensis ingår i släktet Hippadenella, ordningen Cheilostomatida, klassen Gymnolaemata, fylumet mossdjur och riket djur. Inga underarter finns listade i Catalogue of Life.